# Derecho anglosajón

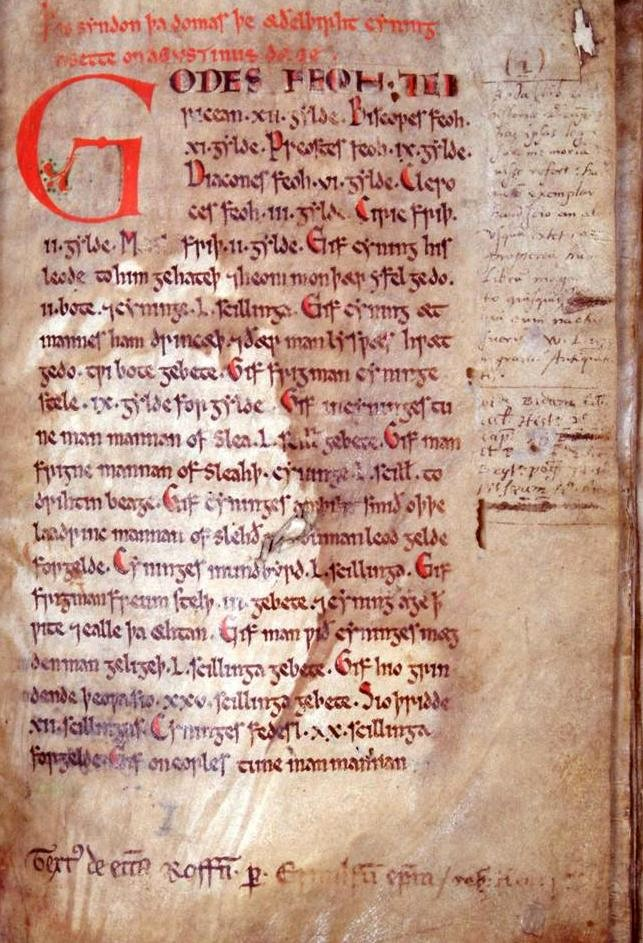
Página inicial de la Biblioteca de la Catedral de Rochester, MS A.3.5, el Textus Roffensis, que contiene la única copia superviviente de las leyes de Æthelberht.

El derecho anglosajón (en inglés antiguo: ǣ, posteriormente lagu 'ley'; dōm 'decreto') fue el sistema legal vigente en Inglaterra anglosajona desde el siglo VI hasta la conquista normanda de 1066. Se trataba de una forma de derecho germánico fundamentada en costumbres no escritas conocidas como folk-right (derecho del pueblo) y en leyes escritas promulgadas por los reyes con el asesoramiento de su witan o consejo. En el período anglosajón tardío, se desarrolló un sistema de cortes para administrar la ley, mientras que la ejecución correspondía a los ealdormen, oficiales reales como los sheriffs y a la autorregulación de las comunidades locales mediante el sistema de friborh.
Inicialmente, cada reino anglosajón tenía sus propias leyes. Debido a las invasiones vikingas y su asentamiento, la región conocida como Danelaw adoptó leyes escandinavas. En el siglo X, se creó un Reino de Inglaterra unificado con un solo Gobierno anglosajón, aunque las regiones continuaron siguiendo sus sistemas legales consuetudinarios. Los últimos códigos legales anglosajones fueron promulgados a principios del siglo XI durante el reinado de Canuto el Grande.

## Desarrollo

### Antes de la cristianización
Los habitantes nativos de Inglaterra eran los britones celtas. Su derecho celta, no escrito, era memorizado y preservado por los druidas, quienes, además de sus funciones religiosas, actuaban como jueces. Tras la conquista romana en el siglo I, el derecho romano se aplicó, al menos para los ciudadanos romanos. Sin embargo, este sistema legal desapareció tras la retirada romana en el siglo V.
En los siglos V y VI, los anglosajones migraron desde Europa continental y establecieron diversos reinos anglosajones. Estos tenían tradiciones legales basadas en el derecho germánico que apenas «debían algo» a influencias celtas o romanas. El derecho anglosajón derivaba principalmente de costumbres no escritas denominadas folk-right (en inglés antiguo: folcriht, 'derecho o justicia de la gente').
El derecho consuetudinario regulaba aspectos como la propiedad inmobiliaria, la sucesión, los contratos y las tarifas de multas, variando según las culturas locales. Existían diferentes folk-rights para los sajones del oeste, los sajones del este, los anglos orientales, los hombres de Kent, los mercios, los northumbrios, los daneses y los galeses, y estas divisiones persistieron incluso tras la desaparición de los reinos tribales y se unificó a la población en un solo reino.

### Después de la cristianización
Con la cristianización de los anglosajones, se elaboraron códigos legales escritos o dooms. El clero cristiano introdujo el arte de la escritura y la alfabetización. Los códigos legales más antiguos, especialmente de Kent y Wessex, muestran una clara afinidad con el derecho germánico. Las primeras leyes anglosajonas escritas fueron promulgadas alrededor del año 600 por Æthelberht de Kent. En el siglo VIII, Beda el Venerable comentó que Æthelberht creó su código legal «siguiendo los ejemplos de los romanos» (en latín: iuxta exempla Romanorum). Esto probablemente se refiere a pueblos romanizados como los francos, cuya ley sálica fue codificado bajo Clodoveo I. Como rey recién convertido al cristianismo, Æthelberht simbolizó su adhesión a las tradiciones romanas y cristianas al crear su código legal. Sin embargo, la legislación no estaba influenciada por el derecho romano, sino que transformaba costumbres antiguas en leyes escritas, protegiendo, bajo la influencia de los obispos, a la iglesia inglesa. Las primeras siete cláusulas se centran exclusivamente en la compensación a la iglesia.
El folk-right podía ser modificado o anulado por leyes especiales o concesiones reales, siendo el poder real la fuente de tales privilegios. Las alteraciones y excepciones solían ser propuestas por las partes interesadas, principalmente la iglesia. Así surgieron tenencias privilegiadas como el bookland; las reglas de sucesión fueron alteradas por el poder testamentario y la confirmación de donaciones; se otorgaron exenciones de la jurisdicción de las centenas y privilegios para imponer multas. Con el tiempo, los derechos derivados de estas concesiones reales superaron al folk-right en muchos aspectos, sentando las bases del sistema feudal.
En el siglo IX, Danelaw fue conquistado por los danos y se rigió por el derecho escandinavo. La palabra ley (law) deriva del nórdico antiguo laga. Desde Alfredo el Grande (871 - 899), los reyes de Wessex unificaron a los pueblos anglosajones contra el enemigo común danés. En este proceso, crearon un único reino de Inglaterra, finalizándolo en el reinado de Athelstan (924 - 939).
Existe un notable parecido entre la legislación de los capitulares de Carlomagno y sus sucesores, y las leyes de Alfredo, Eduardo el Viejo, Athelstan y Edgar, debido más a la similitud de los problemas políticos que a un préstamo directo de instituciones francas.
La conquista normanda de 1066 puso fin a la monarquía anglosajona, pero el derecho y las instituciones anglosajonas sobrevivieron, formando la base del derecho común.

## Legislación
Aunque se respetaban las costumbres, los reyes podían adaptar las leyes de sus predecesores o crear nuevas normas. Los códigos legales reales se elaboraban en consulta con el witan, el consejo del rey compuesto por la nobleza laica y eclesiástica. Algunos códigos presentaban al witan como iniciador de la legislación, con el rey dando su aprobación. Por ejemplo, un código comienza: «estas son las ordenanzas que los sabios establecieron en Exeter, con el consejo del rey Athelstan». Los códigos reales se redactaban para situaciones específicas y estaban destinados a personas ya familiarizadas con la ley.
El primer código legal fue la ley de Æthelberht (c. 602), que codificó las costumbres legales no escritas de Kent. Le siguieron dos códigos posteriores de Kent: la ley de Hlothhere y Eadric (c. 673) y la ley de Wihtred (695). Fuera de Kent, Ine de Wessex emitió un código entre 688 y 694. Offa de Mercia (757 - 796) elaboró un código que no ha sobrevivido. Alfredo el Grande, rey de Wessex, promulgó un código c. 890 conocido como el Libro de los Juicios. El prólogo de este código indica que se estudiaron la Biblia y los penitenciales, así como los códigos de Æthelberht, Ine y Offa. Este pudo ser el primer intento de establecer un conjunto limitado de leyes uniformes en Inglaterra, sentando un precedente para futuros reyes.
En el siglo X, la casa de Wessex gobernó toda Inglaterra, aplicando sus leyes en todo el reino. Entre los códigos significativos del siglo X están los promulgados por Eduardo el Viejo, Athelstan, Edmundo I, Edgar y Ethelredo el Indeciso. Sin embargo, las variaciones regionales en leyes y costumbres persistieron. El Libro Domesday de 1086 señala que existían leyes distintas para Wessex, Mercia y el Danelaw.
Los códigos legales de Canuto (1016 - 1035) fueron los últimos del período anglosajón y consisten principalmente en una recopilación de leyes anteriores. Tras la conquista normanda, se convirtieron en la principal fuente del derecho inglés antiguo. Por razones políticas, estas leyes se atribuyeron a Eduardo el Confesor (1042 - 1066), y bajo el título de Leges Edwardi Confessoris adquirieron una autoridad casi mística que inspiró la Carta Magna en 1215 y se integró durante siglos en el juramento de coronación. Las Leges Edwardi Confessoris son las más conocidas de las custumales, compilaciones de costumbres anglosajonas redactadas tras la conquista para explicar las leyes anglosajonas a los nuevos gobernantes normandos.

### Lenguaje y dialecto
Los códigos legales anglosajones se han transmitido mayoritariamente en un dialecto inglés derivado del sajón occidental, ya que Wessex fue el núcleo del Reino de Inglaterra unificado y la corte real en Winchester se convirtió en el principal centro literario. Se detectan evidencias del dialecto de Kent en el Textus Roffensis, un manuscrito que contiene las leyes más antiguas de Kent. También se observan peculiaridades del dialecto northumbrio en algunos códigos, y términos daneses aparecen como tecnicismos en algunos documentos. Con la conquista normanda, el latín reemplazó al inglés como lengua de la legislación.

## Cortes
Los anglosajones desarrollaron un sistema sofisticado de asambleas o moots (en inglés antiguo: mot y gemot, «asamblea»). Los historiadores suelen denominarlos courts, aunque no eran cortes especializadas como las desarrolladas bajo el gobierno angevino. Estas asambleas desempeñaban diversas funciones más allá de los asuntos judiciales, como emitir legislación, organizar la aplicación de la ley y atestiguar transacciones.
Las primeras leyes hacen referencias vagas a las cortes, usando términos como folcegemot («corte pública o asamblea»). Leyes posteriores emplean terminología más específica. Las leyes de Edgar (959 - 975) establecen una clara división de cortes: la corte de la centena debía reunirse cada cuatro semanas, la corte del burgo tres veces al año, y la corte de condado dos veces al año.

### Corte del rey
Además de legislador, el rey también era juez. El rey resolvía casos en presencia de su witan o consejo. También podía atender quejas de manera individual, fuera de un contexto judicial formal. Los casos tratados por el rey incluían:
- Asuntos que involucraban directamente al rey o propiedades reales
- Traición
- Disputas de tierras
- Apelaciones de decisiones de cortes inferiores

Algunas leyes reservaban ciertos casos a la jurisdicción del rey. En los códigos de Canuto, se incluían:
- mundbryce (violación de la protección del rey)
- hamsocn (asalto a una persona dentro de una casa)
- forsteal (asalto en una vía real)
- fyrdwite (multa por no cumplir el servicio militar)

En el Danelaw: fihtwite (multa por pelear) y grithbryce (violación de la paz)
Estos casos solo podían ser juzgados en presencia del rey o un oficial real, y las multas se destinaban al tesoro real. Generalmente, si no era el rey quien los presidía, estos casos se trataban en la corte de condado.

### Corte de condado

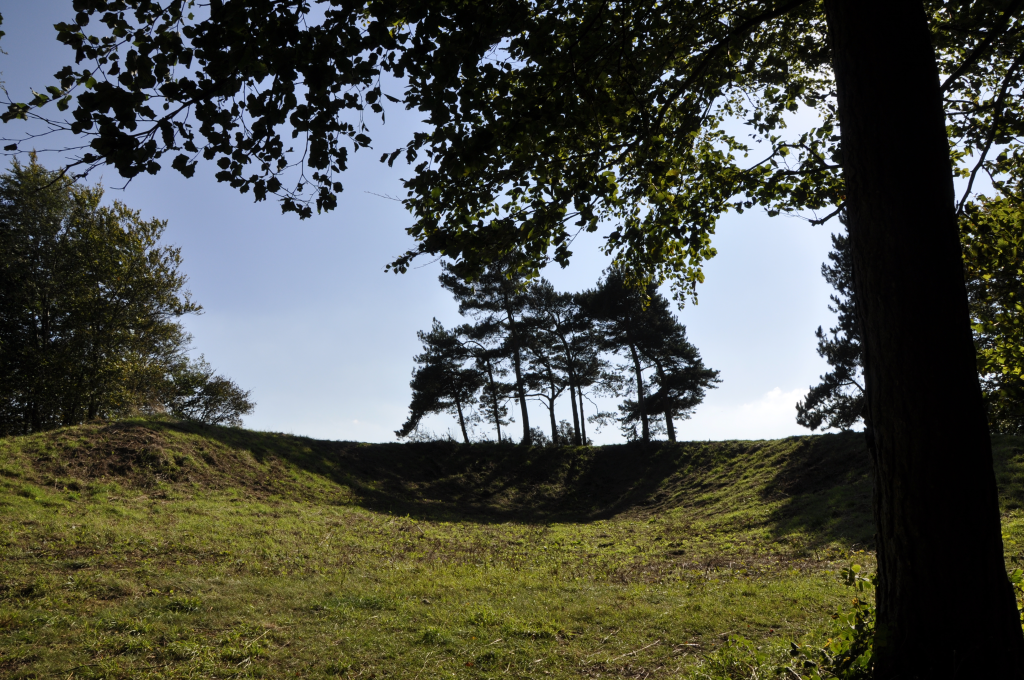
Scutchamer Knob, visible a kilómetros, era el lugar de reunión de la corte de Berkshire.

La corte de condado era una corte real presidida por el ealdorman y el obispo local como representantes reales. El sheriff podía estar presente, junto al ealdorman o en su lugar. Se reunía dos veces al año, alrededor de Pascua y Michaelmas. Una ley de Canuto permitía reuniones más frecuentes si era necesario.
Aunque el ealdorman y el obispo presidían, no eran jueces en el sentido moderno. Las decisiones las tomaban los thegns (nobles) locales que asistían a las cortes como suitors (quienes declaraban la ley y emitían juicios). También estaban presentes los litigantes y sus partidarios, como los oath-helpers.
La corte de condado probablemente trataba los delitos más graves, como casos de pena de muerte, y los casos reservados al rey. También atestiguaba compras de tierras y resolvía disputas territoriales.

### Cortes de las centenas
La mayoría de las personas interactuaban con el sistema judicial a través de su hundred («centena») o wapentake. La corte de la centena se reunía mensualmente y era presidido por un reeve real. Las leyes de Eduardo el Viejo y Athelstan ordenaban a los reeves garantizar que todos recibieran los beneficios del folk-right y el derecho real.
La centena atestiguaba transacciones. Las leyes de Edgar requerían que todas las ventas y compras (como tierras, ganado o la manumisión de esclavos) fueran atestiguadas por 12 hombres designados por la centena. La centena resolvía casos penales, civiles, disputas territoriales y agravios (torts), trataba acusaciones de robo sin pena de muerte y podía ejecutar a ladrones atrapados en el acto, aunque los delitos graves generalmente se reservaban a la corte de condado. También manejaba la mayoría de los casos eclesiásticos (como diezmos y matrimonios), y se esperaba la presencia del obispo o su representante.
Cada centena era responsable de su propia vigilancia mediante el sistema de friborh (lit. «promesa de paz»). Los hombres libres se organizaban en grupos de 10 o 12 llamados tithings, quienes se comprometían a cumplir la ley y reportar delitos bajo pena de multa. Cuando se cometía un delito, la víctima o testigos podían iniciar el «grito y clamor» (hue and cry), obligando a todos los hombres aptos a perseguir al sospechoso. La Ordenanza de Hundred, atribuida a Edgar, ordena: «si la necesidad es urgente, se debe informar al responsable de la centena, y este debe comunicarlo a los responsables de los tithings; todos deben salir, donde Dios los guíe, para alcanzar [al ladrón]. Se hará justicia al ladrón como Edmundo decretó previamente». Los sospechosos que escapaban eran declarados fuera de la ley (outlaw), y se decía que «llevaban la cabeza de lobo», pudiendo ser cazados y asesinados como lobos.
No está claro quiénes eran los suitors de la corte de las centenas. Las leyes de Canuto requerían que todos los hombres libres mayores de 12 años pertenecieran a una centena y tithing, pero esto se refería al mantenimiento de la paz, y no se sabe si todos asistían a la corte. Es posible que los thegns locales (o sus bailíos) controlaran la corte y tomaran decisiones.
Las decisiones de la corte de la centena podían apelarse a la corte de condado o al rey. Las leyes de Canuto requerían que, antes de tomar bienes por embargo, un hombre buscara justicia tres veces en la corte de la centena y, de no lograrlo, apelara a la corte de condado. Otras leyes exigían a los demandantes buscar justicia en las cortes de la centena antes de apelar al rey.

### Cortes de los burgos
Los burgos estaban separados de las centenas y tenían sus propias cortes (llamados burghmoot, portmanmoot o husting), que se reunían tres veces al año. Al igual que las centenas, los burgos estaban obligados a nombrar testigos oficiales para todas las transacciones, 36 testigos para los grandes burgos y 12 testigos para los pequeños. Aunque inicialmente era una corte ordinaria, la corte del burgo se convirtió en una corte especial para la lex mercatoria.

### Cortes de franquicias
El rey podía conceder derechos y poderes judiciales a un señor sobre sus tierras o sobre centenas enteras. Era común que los escritos judiciales reales (writs) que concedían tales derechos incluyeran las frases sake and soke y sake soke, toll and team, and infangentheof.
- Sake and soke: derecho a celebrar una corte con jurisdicción similar a una corte de centena y a cobrar multas judiciales.[46]
- Toll: derecho a cobrar peaje.[45]
- Team: derecho a juzgar si los bienes fueron adquiridos de buena fe y a cobrar multas a los infractores.[45]
- Infangentheof: derecho al juicio sumario y a la ejecución de los ladrones sorprendidos in fraganti.[45]

A veces se concedían más derechos, como la jurisdicción sobre mundbryce (violación de la protección del rey), hamsocn (asalto a una persona dentro de una casa) y forsteal (asalto a un camino real). El rey podía revocar todas estas concesiones.

### Cortes eclesiásticos
Los sínodos resolvían disputas legales, posiblemente relacionadas con bookland, un tipo de tenencia de tierra originado en la Iglesia. El rey podía otorgar a un obispo o abad el control de una centena, cuyos ingresos judiciales beneficiaban a la Iglesia. Un ejemplo es la Soke de Peterborough.
El rey también podía otorgar a la Iglesia (ya fuera al obispo de una diócesis o al abad de una casa religiosa) el derecho a administrar una centena. El alguacil de la centena entonces respondía al obispo o abad. Se juzgaban los mismos casos que antes, pero las ganancias de la justicia ahora iban a la Iglesia. Un ejemplo de esto fue la Soke de Peterborough.

## Procedimiento judicial
Aunque existían procedimientos legales comunes, estos son difíciles de reconstruir debido a la falta de evidencia y la variación en las costumbres locales. Los condados poseían sus propias tradiciones locales, y el Danelaw se desviaba de manera importante de otras partes de Inglaterra.

### Acusación y negación
Los procedimientos legales comenzaban con una acusación por parte de una parte agraviada. Además, los grupos de diezmo podían presentar acusaciones como parte del sistema de friborh. En casos que involucraban derechos reales, las acusaciones podían ser presentadas por oficiales reales.
Había dos tipos de casos que podían llevarse a la corte. En el primer tipo, una parte afirmaba que ellos, o en el caso de homicidio, un familiar, habían sido agraviados. En el segundo tipo, un demandante afirmaba que otra parte poseía bienes muebles o inmuebles que legítimamente le pertenecían. El resultado buscado podía variar según el tipo de caso. Los demandantes podrían buscar la restitución de propiedades, compensación o el castigo del infractor.
La parte iniciadora declaraba formalmente su acusación con un juramento preliminar (fore-oath). Un ejemplo de fórmula en el texto anónimo Swerian dice: «Por el Señor, acuso a N. no por odio, ni por calumnia, ni por ganancia injusta; ni sé nada más verdadero, salvo lo que mi informante me dijo y yo mismo relato verazmente, que él fue el ladrón de mi ganado». Si existían pruebas sólidas, el acusador no necesitaba prestar este juramento preliminar. Sin embargo, las falsas acusaciones eran severamente castigadas; el infractor perdía la lengua a menos que se redimiera pagando su wergeld.
El acusado debía comparecer en la corte en el momento programado o proporcionar una excusa (essoin) por no asistir. Podía requerirse una garantía (borh en inglés antiguo) para asegurar que el acusado asistiera a la corte y no intentara huir de la justicia. Esta garantía podía tomar la forma de un compromiso financiero, pero también incluía a personas que actuaran como fiadores. Si el acusado no encontraba personas para actuar como fiadores y no tenía propiedades para comprometer, entonces era encarcelado. Los parientes o el señor del hombre tenían una responsabilidad particular para actuar como fiadores para él. Si un hombre huía de la justicia, su fiador debía pagar su wergeld al rey o a la parte agraviada.
El acusado debía negar formalmente la acusación en persona; sin embargo, las mujeres y las personas sordas o mudas necesitaban un representante. La negación tomaba la forma de un juramento, como: «Por el Señor, soy inocente, tanto en hechos como en consejo, de la acusación que N. me imputa».

### Argumentación y juicio intermedio
Tras la acusación inicial y la negación, las propias partes (o sus partidarios) podían argumentar su caso. Cada lado relataba su versión de los hechos del caso, que podía estar respaldada por testigos o evidencia escrita (como la conocida Carta de Fonthill). Los argumentos también podían citar el derecho consuetudinario (folk-right) o normas legales.
Tras los argumentos, la corte podía emitir un juicio intermedio o mesne. Un juicio intermedio podía declarar la forma de prueba a utilizar en el juicio y qué parte debía proporcionarla. Alternativamente, un juicio intermedio podía designar a un grupo más pequeño de personas para decidir un caso.

### Pruebas

#### Evidencias
Los testigos eran una forma importante de evidencia, especialmente en casos relacionados con propiedades. Las partes podían llevar sus propios testigos, pero el oficial que presidía la corte también podía buscar testigos. Los cartularios y otros documentos podían ayudar a decidir disputas de tierras. También se podía utilizar evidencia física. La Carta de Fonthill relata que un ladrón de ganado llamado Helmstan fue arañado en la cara por una zarza mientras huía de la escena del crimen. En la corte, el arañazo se utilizó como evidencia en su contra.

#### Juramento
En la compurgación o juicio por juramento, un acusado juraba para probar su inocencia sin ser interrogado (cross-examination). Se esperaba que el acusado trajera ayudantes de juramento (juratores en latín), vecinos dispuestos a jurar por su buen carácter o «dignidad para jurar». En la sociedad cristiana de la Inglaterra anglosajona, un juramento falso era una grave ofensa contra Dios y podía poner en peligro el alma inmortal de uno.
En el derecho anglosajón, «la negación siempre es más fuerte que la acusación». El acusado era absuelto si producía el número necesario de juramentos. Si la comunidad del acusado creía que era culpable o generalmente poco confiable, no podría reunir ayudantes de juramento y perdería su caso. Este sistema era vulnerable al abuso. Un acusado podría no reunir ayudantes de juramento porque su oponente era más poderoso o influyente dentro de la comunidad.
El número de juramentos necesarios dependía de la gravedad de la acusación y del estatus social de la persona. Si la ley requería juramentos valuados en 1200 chelines, entonces un thegn no necesitaría ayudantes de juramento porque su wergeld equivalía a 1200 chelines. Sin embargo, un ceorl (con un wergeld de 200 chelines) necesitaría ayudantes de juramento.

#### Ordalía
Cuando un acusado no lograba establecer su inocencia por juramento en casos criminales (como homicidio, incendio, falsificación, robo y brujería), aún podía redimirse mediante un juicio por ordalía. El juicio por ordalía era un recurso a Dios para revelar el perjurio, y su naturaleza divina significaba que estaba regulado por la Iglesia. La ordalía debía ser supervisada por un sacerdote en un lugar designado por el obispo. Las formas más comunes en Inglaterra eran la ordalía por hierro candente y la ordalía por agua. Antes de que un acusado fuera sometido a la ordalía, el demandante debía establecer un caso inicial bajo juramento prima facie. El demandante era asistido por sus propios partidarios o «suit», quienes podían actuar como testigos para el demandante.

### Juicio final
El juicio final era decidido colectivamente por los suitors de la corte, especialmente los thegns. En el Danelaw, el juicio podía ser dictado por un grupo de «doomsmen» o jueces. También hay evidencia de que aquellos que presidían la corte a veces emitían sus propios juicios.
Una corte podía ordenar a la parte culpable pagar una multa, compensar a la víctima o perder propiedades. También podía imponerse una pena religiosa, como una penitencia. En disputas de tierras, una corte podía ordenar la restitución de la propiedad a un litigante exitoso. A veces, las resoluciones tomaban la forma de compromiso. Por ejemplo, una parte que perdía su reclamo sobre una tierra podía recibir una tenencia vitalicia en la propiedad.
Los crímenes más graves (homicidio, traición al señor, incendio, allanamiento de morada y robo abierto) eran castigados con muerte y confiscación. El ahorcamiento en la horca y la decapitación eran formas comunes de ejecución. Una mujer condenada por homicidio mediante brujería era castigada por ahogamiento. Según las leyes de Etelstán, los ladrones mayores de 15 años que robaban más de 12 peniques debían ser ejecutados (hombres por lapidación, mujeres por quema, y las mujeres libres podían ser empujadas desde un acantilado o ahogadas).
En el código de Canuto, un primer delito criminal generalmente merecía compensación a las víctimas y multas al rey. Los delitos posteriores enfrentaban formas progresivamente severas de mutilación corporal. Canuto también introdujo lo «fuera de la ley» (outlaw), un castigo que solo el rey podía revocar.
El derecho anglosajón asumía que la esposa e hijos de un hombre eran sus cómplices en cualquier crimen. Si un hombre no podía devolver o pagar por bienes robados, él y su familia podían ser esclavizados.

## Derecho de parentesco
Una de las bases del derecho anglosajón era la familia extensa o parentesco (en inglés antiguo: mægþ). La pertenencia a un parentesco proporcionaba al individuo protección y seguridad.
En el caso de homicidio, la familia de la víctima era responsable de vengarlo mediante una faida de sangre. La ley establecía criterios para las faidas de sangre legítimas. Una familia no tenía derecho a retaliar si un miembro era asesinado mientras robaba propiedades, cometía delitos capitales o resistía la captura. Una persona estaba exenta de represalias si mataba mientras:
- Luchaba por su señor
- Protegía a su familia de un ataque
- Defendía a su esposa, hija, hermana o madre de un intento de violación (el homicidio debía ocurrir durante el ataque)

Los reyes y la Iglesia promovían la compensación financiera (en inglés antiguo: bote) por muerte o lesiones como alternativa a las faidas de sangre. En caso de muerte, la familia de la víctima recibía el wergeld («precio del hombre»). El weregild de una persona era mayor o menor dependiendo de su estatus social.
El código de Canuto permitía al clero secular exigir o pagar compensaciones en una vendetta. Sin embargo, los monjes estaban prohibidos porque habían abandonado el «derecho de parentesco cuando se sometieron al derecho monástico».

## Clases sociales
Un hombre debía poseer al menos cinco hides de tierra para ser considerado un thegn (noble). Los ealdormen (y más tarde condes) eran los nobles de más alto rango. Los altos clérigos, como arzobispos, obispos y abades, también formaban parte de la aristocracia.
Había varias categorías de hombres libres:
- Los geneats realizaban servicios de mensajería (llevaban mensajes, transportaban extraños al pueblo, cuidaban caballos y actuaban como guardaespaldas del señor)
- Los ceorls poseían una o dos hides de tierra
- Los geburs poseían una virgate de tierra
- Los cotsetlan (habitantes de cabañas) poseían cinco acres
- Los jornaleros sin hogar eran pagados con comida y ropa

Los thegns disfrutaban de mayores derechos y privilegios que los hombres libres comunes. El weregild de un ceorl era de 200 chelines, mientras que el de un thegn era de 1200. En las cortes, el juramento de un thegn equivalía al juramento de seis ceorls.
La esclavitud estaba generalizada en la Inglaterra medieval temprana. El precio de un esclavo (en inglés antiguo: þēow) o thrall (en nórdico antiguo: þræll) era de una libra o ocho bueyes. Si un esclavo era asesinado, su asesino solo tenía que pagar el precio de compra porque los esclavos no tenían wergild. Dado que los esclavos no poseían propiedades, no podían pagar multas como castigo por un crimen. En cambio, los esclavos recibían castigos corporales como flagelación, mutilación o muerte.
La esclavitud era un estatus hereditario. La población esclava incluía a los britones conquistados y sus descendientes. Algunas personas eran esclavizadas como cautivos de guerra o como castigo por crímenes (como el robo). Otras se convertían en esclavas debido a deudas impagas. Aunque los dueños tenían un poder extenso sobre sus esclavos, este poder no era absoluto. Los esclavos podían ser manumitidos; sin embargo, solo los descendientes de segunda o tercera generación de esclavos liberados recibían todos los privilegios de un hombre libre.
La esclavitud pudo haber declinado a finales del siglo XI, ya que se consideraba un acto piadoso para los cristianos liberar a sus esclavos en su lecho de muerte. La Iglesia condenó la venta de esclavos fuera del país, y el comercio interno declinó en el siglo XII. Pudo haber sido más económico asentar a los esclavos en tierras que alimentarlos y alojarlos, y el cambio a la servidumbre fue probablemente un cambio evolutivo en el estatus en lugar de una distinción clara entre ambos.

## Derecho de tierras

### Tipos
La tierra en la Inglaterra anglosajona puede dividirse en tres tipos: bookland, loanland y folkland.
Cuando una carta real (en anglosajón: boc) transfería la propiedad de la tierra del rey a otra persona, la tierra se conocía como bookland (en inglés antiguo: bocland). Poseer bookland conllevaba tres beneficios importantes. Primero, las rentas alimenticias y otros servicios debidos al rey (excepto la trinoda necessitas) se transferían al nuevo propietario. Segundo, la carta en sí servía como evidencia importante de propiedad en caso de disputa. Tercero, la carta otorgaba propiedad perpetua al beneficiario y sus herederos, a menos que fuera libremente alienada. El rey tenía jurisdicción especial sobre disputas legales que involucraban bookland, y a veces debía consentir su alienación. Originalmente, solo las casas religiosas recibían bookland, pero los reyes comenzaron a otorgarlo a laicos a finales del siglo VIII.
Cuando un rey, una casa religiosa o un señor laico arrendaba una propiedad a otros, esta se convertía en loanland (en inglés antiguo: lænland). La mayoría de las evidencias sobrevivientes involucran arrendamientos de casas religiosas. A veces, la tierra se arrendaba para pagar un préstamo monetario; como parte de dicho acuerdo, un prestamista pagaba una suma global al prestatario a cambio del derecho a recaudar los ingresos del loanland durante un período determinado (comúnmente tres vidas). Por ejemplo, un documento registra un loanland otorgado por tres años a cambio de un préstamo de £3. Los arrendamientos eran atestiguados en tribunal, y han sobrevivido documentos escritos, como quirografos.
El significado de folkland (en inglés antiguo: folcland) es poco claro, y los historiadores han propuesto al menos tres definiciones. La primera visión, popular en el siglo XIX, es que folkland era una forma de propiedad comunal que pertenecía a la nación (folk). La segunda visión es que pertenecía a la Corona, pero estaba separada de la propiedad personal del rey; por lo tanto, podía arrendarse pero no alienarse permanentemente. La tercera visión es que folkland se refería a la tierra poseída según la costumbre o tradición, lo que incluía toda la tierra excepto el bookland.

### Señorío y dependientes
Los señores otorgaban tierras a los campesinos a cambio de rentas y trabajo. También era común que los campesinos libres que poseían tierras se sometieran a un señor por protección a través de un proceso llamado encomendación. Los campesinos que encomendaban sus tierras debían servicios laborales a su señor. Teóricamente, un campesino encomendado podía transferir su tierra a un nuevo señor cuando quisiera. En la realidad, esto no estaba permitido. Para 1066, el señorío estaba arraigado en Inglaterra.

### Herencia
Muchas partes de Inglaterra (incluyendo Kent, Anglia Oriental y Dorset) practicaban formas de herencia divisible en las que la tierra se dividía equitativamente entre los herederos. En Kent, esto tomaba la forma de gavelkind.

## Paz y protección
Cada casa tenía una paz (en anglosajón: mund). Los intrusos y otros violadores de la paz debían pagar una multa llamada mundbyrd. El estatus de un hombre determinaba la cantidad del mundbyrd. Las leyes de Æthelberht establecieron el mundbyrd para el rey en 50 chelines, para el noble (eorl) en 12 chelines, y para el hombre libre (ceorl) en 6 chelines. En la época de Alfredo el Grande, el mundbyrd del rey era de £5. Los individuos recibían protección a través de lazos de parentesco o al entrar al servicio de un señor.
Mund es el origen de la paz del rey. Inicialmente, el mund del rey estaba limitado a la residencia real. A medida que el poder y las responsabilidades reales crecieron, la paz del rey se aplicó a otras áreas: tribunales de condado, tribunales de centena, caminos, ríos, puentes, iglesias, monasterios, mercados y pueblos. Teóricamente, el rey estaba presente en estos lugares. Los reyes imponían multas llamadas wites como castigos por incumplimiento de la paz del rey.
El rey podía otorgar a individuos una paz personal (o grith). Por ejemplo, la paz del rey protegía a sus consejeros cuando viajaban hacia y desde las reuniones del witan. Los comerciantes extranjeros y otros no protegidos por lazos de señorío o parentesco estaban bajo la protección del rey.

## Compensación
El derecho anglosajón exigía que una persona pagara compensación cuando lesionaba a otra. La parte del cuerpo lesionada determinaba la cantidad de la compensación. Según la ley de Æthelberht, arrancar el cabello costaba 50 sceattas, un pie cortado costaba 50 chelines, y «dañar el miembro que enciende» (los órganos reproductivos) costaba 300 chelines.
En el caso de homicidio, el parentesco de la víctima podía renunciar a una vendetta de sangre a cambio del pago de un wergild. Además de pagar al rey una multa (wite), el asesino también debía compensación al señor de la víctima. Algunos crímenes no podían satisfacerse con compensación financiera. Estos crímenes sin compensación (botless) eran castigados con muerte o confiscación de propiedades. Incluían:
- Asesinato secreto, como por veneno o brujería
- Traición al señor
- Incendio
- Allanamiento de morada
- Robo abierto

## Religión y la Iglesia
La creación de códigos legales escritos coincidió con la cristianización, y la Iglesia recibió privilegios y protecciones especiales en los códigos más antiguos. La ley de Æthelberht xigía compensación por ofensas contra la propiedad de la Iglesia:
- Compensación de 12 veces por la propiedad de la Iglesia
- 11 veces por la propiedad de un obispo
- 9 veces por la propiedad de un sacerdote
- 6 veces por la propiedad de un diácono
- 3 veces por la propiedad de un clérigo

A finales del siglo VII, las leyes de Kent y Wessex apoyaban a la Iglesia de varias maneras. No recibir el bautismo era castigado con una penalización financiera, y el juramento de un comulgante valía más que el de un no comulgante en procedimientos legales. Las leyes apoyaban la observancia del Sabbath y el pago de los diezmos de la Iglesia (church-scot). Las leyes también establecieron derechos al santuario de la Iglesia.